# Canadá nos Jogos Paralímpicos de Verão de 1988
Canadá participou dos Jogos Paralímpicos de Verão de 1988, que foram realizados na cidade de Seul, na Coreia do Sul, entre os dias 15 e 24 de outubro de 1988.
A delegação, com 157 integrantes, conquistara 152 medalhas, das quais 55 de ouro, e terminou a participação na quarta posição no quadro de medalhas.